# Rugby Football League
Die Rugby Football League (RFL), gegründet 1895 als Northern Rugby Football Union, kurz Northern Union (NU), ist ein englischer Rugby-League-Verband, der heute für die englische Nationalmannschaft, sowie für fast den gesamten Profi-Rugby-League-Sport in der nördlichen Hemisphäre verantwortlich ist. Für den Amateur- und Jugendbereich in England ist die RFL seit den 1970er Jahren gemeinsam mit der British Amateur Rugby League Association verantwortlich. Der Verband ist neben dem australischen und neuseeländischen führend im League-Code, der gerade durch die Abspaltung der damaligen Northern Union von der Rugby Football Union erst entstand. Bis zur Einführung der Super League 1996 trug die vom Verband organisierte englische Meisterschaft ebenfalls den Namen Rugby Football League. Die RFL ist traditionell für das gesamte Großbritannien und für die Britische Rugby-League-Nationalmannschaft zuständig. In den letzten Jahren bildeten sich aber in Wales, Schottland und Irland eigene Verbände, so dass sich die RFL stärker auf England konzentriert, wo der Verband hauptsächliche in Nordengland stark vertreten ist, sein Sitz ist Leeds.

## Geschichte
Der Verband entstand 1895 als 20 Clubs aus Nordengland wegen ihrer Unzufriedenheit mit der Regulierung durch die RFU aus dem Verband austraten und am 29. August 1895 im George Hotel, Huddersfield einen eigenen Verband, die Northern Rugby Football Union gründeten. Zwei weitere Clubs schlossen sich bis zur ersten regulären Sitzung des Verbandes an. Der Verband blieb trotz einiger Bemühungen, sich nach Wales auszudehnen sowie einiger schnell scheiternder Gründungen in London bis weit ins 20. Jahrhundert auf Nordengland beschränkt. Erst die Gründung einer League-Mannschaft durch den FC Fulham (nach mehreren Umbenennungen heißt der League-Club heute Harlequins Rugby League) 1980 sorgte für eine anhaltende Präsenz außerhalb des Stammgebiets. Seit der Gründung der Super League wurden zudem Clubs aus Wales und Frankreich aufgenommen.
1948 war die RFL Gründungsmitglied der Rugby League International Federation, 2003/04 auch der Rugby League European Federation. Die RFL hat entweder mit der britischen oder der englischen Auswahl an allen bisherigen Weltmeisterschaften teilgenommen.

## Organisierte Wettbewerbe
- Super League
- Challenge Cup
- Rugby League National Leagues